# 웨스트버크셔

웨스트버크셔의 위치

웨스트버크셔(영어: West Berkshire)는 잉글랜드 버크셔주에 위치한 단일 자치구로 중심 도시는 뉴베리이며 면적은 704.17km2, 인구는 155,732명(2014년 기준)이다. 1998년 4월 1일에 신설되었다.